# Energia di punto zero
In fisica, l'energia di punto zero (in inglese, zero-point energy, ZPE) è il più basso livello energetico possibile in un sistema quantistico.

## Basi fisiche
Dal principio di indeterminazione di Heisenberg deriva che il vuoto è permeato da un mare di fluttuazioni quantistiche, che creano coppie di particelle e anti-particelle virtuali, le quali si annichiliscono in un tempo inversamente proporzionale alla propria energia. Il contributo complessivo all'energia del vuoto risulta, così, diverso da zero e pari a 
{\displaystyle \epsilon ={\frac {h\nu }{2}}}
dove h è la costante di Planck e {\displaystyle \nu } è la frequenza di un generico modo di vibrazione associabile alla lunghezza d'onda materiale delle particelle virtuali.
Integrando rispetto allo spazio tutti i contributi dati dalle fluttuazioni quantistiche a tutte le energie e lunghezze d'onda, si ottiene una quantità di energia enorme per unità di volume. Dal momento che l'energia produce gravità, essa dovrebbe contribuire a determinare in modo significativo il valore della costante cosmologica, che invece risulta di entità molto esigua.
Nella teoria quantistica dei campi, il termine energia di punto zero è sinonimo di energia del vuoto. L'esistenza di una energia non nulla associata al vuoto è alla base dell'effetto Casimir, previsto nel 1947 e confermato sperimentalmente. Altri effetti derivanti dall'energia di punto zero sono la Forza di van der Waals, lo spostamento di Lamb-Retherford, la spiegazione dello spettro di radiazione di corpo nero di Planck, la stabilità dello stato fondamentale dell'atomo di idrogeno dal collasso radiativo, l'effetto delle cavità di inibire o aumentare l'emissione spontanea di fotoni dagli atomi eccitati e la radiazione di Hawking, responsabile dell'evaporazione dei buchi neri.